# Marguerite Perey
Marguerite Catherine Perey (Villemomble, 19 ottobre 1909 – Louveciennes, 13 maggio 1975) è stata una chimica francese.
È nota soprattutto per aver scoperto, nel 1939, l'elemento chimico francio, isolato attraverso la purificazione di lantanio contenente attinio. Il nome fu scelto in omaggio alla Francia.

## Biografia
Dopo essersi diplomata in chimica nel 1929 all'École d'Enseignement Technique Féminine di Parigi, lavorò all'Istituto Curie, dove divenne preparatrice particolare del team di ricercatori diretto da Marie Curie.
Nel 1945 ottenne una laurea in scienze all'Università della Sorbona, diventando poi ricercatrice capo al Centre National de la Recherche Scientifique. 
Nel 1949 divenne titolare della cattedra di chimica nucleare all'Università di Strasburgo.

## Riconoscimenti
- Ufficiale della Legion d'Onore (1960)
- Grand Prix de la Ville de Paris (1960)
- Eletta corrispondente (prima donna) dell'Académie des Sciences (1962)
- Premio Lavoisier dell'Académie des Sciences (1964)
- Medaglia d'argento della Società francese di chimica (1964)
- Comandante dell'Ordre National du Mérite (1974)